# Бринский, Михаил Фёдорович
Михаил Фёдорович Бринский (1883, Долина, Тлумачский район — 1957, Прага, Чехословакия) — украинский скульптор, академик скульптуры Пражской академии изобразительных искусств, взводный УГА.

## Биография
Родился 11 октября 1883 года в селе Долина в крестьянской семье.
Начальное образование получил в Тлумачской нормальной школе. В 1905 году с отличием окончил студии в Закопанской художественно-промышленной школе. Михаил на короткое время вернулся в Восточную Галицию, где в Ивано-Франковске три года работал на фирме, которая занималась отделкой фасадов городских зданий. Первой его творческой работой стали фигуры химер-атлантов, которые на своих плечах держат балкон дома при нынешней улицы Шевченко, где в то время действовала Первая украинская гимназия.
В 1908 году Михаил выехал из Ивано-Франковск в Вену, чтобы продолжить обучение в Высшей художественно-промышленной школе «Кунстгевербешулє» при Венской Академии изобразительных искусств, которую окончил в 1913 году.
Блестящее начало карьеры молодого скульптора прервала Первая мировая война. 1914 году был мобилизован в австрийские войска, где принимал участие в боях на Восточном фронте.
Позже произошла ещё одна случайная встреча Михаила Бринского, которая также повлияла на его будущую искусную судьбу, а именно в венском клубе «Семья» в 1916 году он познакомился с Владимиром Ульяновым. Во время этой случайной встречи Михаил сделал эскиз к портрету Ленина, по которому в 1924 году, первым в Западной Европе, вылепил бюст Ленина и дал этому творению название «Ленин-учитель».
После войны остался в Праге, где в 1920—1926 годах учился в Пражской академии изобразительных искусств. В 1926 году получил звание академика скульптуры. В межвоенный период работал в Австрии и Чехословакии.
Во время Второй мировой войны был заключен нацистами в концлагере, из которого ему удалось освободиться.
Последние годы Бринский посвятил работе над образом Ленина.
Умер художник 10 января 1957 года и похоронен в Праге.
Обстоятельства его смерти неизвестны до сих пор. По официальной версии, скульптор подрался, падая с лестницы. По версии его чешских коллег, то был сбит неизвестным автомобилем, который скрылся с места происшествия. Есть и третья версия, по которой внезапную смерть Михаила Бринского связывали с действиями органов советской госбезопасности, поскольку в ближайшее время планировалось возвращение известного художника на Родину.

## Творчество
Творческое наследие Бринского, которая вошла в сокровищницу украинского и чешского искусства и согласно завещанию художника, перевезено на его Родину в село Долину и до Ивано-Франковска.
Работы:
- 1908 — серия скульптур «Химеры» для Первой украинской гимназии (Станиславов);
- 1911 — памятник на могиле венских рабочих, расстрелянным во время голодных беспорядков на Оттакрінгу, установленный 17 сентября 1912 г. на венском кладбище в Оттакрінгу; скульптура «Мальчик с гусем»;
- 1913—1918 — памятник святому Вацлаву (в соавторстве с В. Мислбеком, установленный в Праге 1918 г.);
- 1916 — скульптура «Эней спасает своего отца»;
- 1919 — надгробный памятник Д. Витовского;
- 1921 — скульптурный портрет Т. Г. Шевченко (гипс); скульптура «Кобзарь с бандурой» для памятника воинам УСС и УГА в г. Немецкое Яблонное;
- 1924 — скульптура «В. И. Ленин — учитель»;
- 1931 — скульптурный портрет Т. Г. Шевченко (мрамор);
- 1935 — скульптурный портрет Т. Г. Шевченко (терракота); скульптуры «Кобзарь с бандурой» (дерево), «сидящая Женщина»;
- 1938 — скульптура «Шевченко — художник-график» (глина);
- 1946 — скульптура «Шевченко — поэт-революционер» (гипс);
- 1947 — надгробный памятник Я. Ганеку;
- 1949 — скульптура «Ленин-оратор»;
- 1950 — скульптура «Ленин-мыслитель».

Нереализованные проекты:
- 1918 — проекты первых украинских военных наград:
  - орден УГА «Золотой трезубец»;
  - награда «На чествование ветеранов украинско-польской войны и солдат санитарной службы при УГА»;
  - старшинская награда корпуса Коновальца «Стрелковая Совет»;
  - награда выпускников Школы старшины в Каменец-Подольском;
  - отличия униформы старшин УГА.
- 1931 — проект памятника Т. Шевченко (Харьков, вторая премия);
- 1931 — проект надгробного памятника И. Франко (Львов).